# Wei Haiying
Wei Haiying (5 de janeiro de 1971) é uma ex-futebolista chinesa, medalhista olímpica.

## Carreira
Wei Haiying integrou o elenco da Seleção Chinesa de Futebol Feminino, nas Olimpíadas de 1996, que ficou em segundo lugar, ela marcou dois no evento. 